# Бомбардування Барі
Бомбардування Барі (нім. Luftangriff auf den Hafen von Bari, італ. Bombardamento di Bari) — одна з найуспішніших операцій німецької авіації за всю Другу світову війну. Всього за 20 хвилин люфтваффе зуміли потопити 17 вантажних суден союзників і пошкодити ще 6. За підсумками обстрілу загинуло близько 1000 моряків і працівників порту. Крім того, в результаті пошкодження американського судна «Джон Харві» стався викид отруйного газу іприту, яким отруїлися понад 628 осіб 19[джерело?] (в тому числі мирні жителі), 83 з яких померло. За свою раптовість і результативність наліт на Барі був прозваний «європейським Перл-Харбором», бо за всю Другу світову війну, за винятком атаки на Перл-Харбор, жодного разу не було потоплено така велика кількість кораблів одним ударом. Внаслідок значних втрат провіанту, персоналу та боєприпасів італійська кампанія союзників була надовго припинена.

## Опис
Увечері 2 грудня 1943 союзники (США та Велика Британія) прагнули розвантажити скупчилися в порту міста Барі (один з найбільших портів Південної Італії) військові судна і підсвітили весь порт. Скориставшись цим, 96 німецьких бомбардувальників Ju 88, що базувалися недалеко від Мілана, здійснили наліт і бомбардували Барі.
Серед 17 потоплених суден був транспорт «Джон Харві» (англ. SS John Harvey типу «Ліберті» з вантажем іприту, що належав американській армії. В результаті прямого попадання в перші ж хвилини судно з екіпажем затонуло. При цьому, хоча хімічні бомби були без детонаторів, багато з них отримали пошкодження. В результаті витоку іприту значна кількість військового персоналу і місцевого мирного населення отримали тяжкі отруєння, в тому числі зі смертельними наслідками. При цьому велика частина отруйної речовини все-таки пішла у відкрите море.
Ситуацію значно посилив режим секретності союзників, в результаті якого лікарі (в тому числі і військові) не знали про наявність бойового отруйної речовини, а тому не могли правильно поставити діагноз. Наприклад, останній отруївшийся помер через місяць після бомбардування. Кількість жертв іприту точно не відомо. Зазначимо, що велика кількість загальних жертв атаки від вибухів і пожеж не сприяло точному визначенню тієї частини з них, яка постраждала від отруєння іпритом.
Моряки есмінця «Бістер» не постраждали від обстрілу, однак після взяття курсу на Таранто практично весь екіпаж відчув різь в очах, і корабель пришвартовувався в порту практично наосліп.